# Lotus Flower (пісня)
«Lotus Flower» — пісня англійського рок-гурту Radiohead, що вийшла на їхньому восьмому студійному альбомі The King of Limbs (2011). У ній фальцет Тома Йорка накладається на синкопований ритм та синтезаторну басову лінію. Кліп на цю пісню, в якому Йорк танцює дивні танці, зібрав мільйони переглядів і надихнув на створення інтернет-мему.
Хоча вона не виходила як комерційний сингл, «Lotus Flower» потрапила до чартів, включаючи UK Singles Chart, US Alternative Songs chart та Billboard Japan Hot 100. Вона отримала позитивні відгуки і була номінована на 54-ту щорічну церемонію вручення премії Ґреммі в категоріях Найкраще рок-виконання, Найкраща рок-пісня та Найкраще музичне відео.

## Запис
Вокаліст Radiohead Том Йорк дебютував з сольною версією «Lotus Flower» в Echoplex у Лос-Анджелесі 2 жовтня 2009 року, перебуваючи на гастролях зі своїм гуртом Atoms for Peace. Як і решта пісень альбому The King of Limbs, «Lotus Flower», ймовірно, була записана в будинку актриси Дрю Беррімор. 24 січня 2010 року Radiohead призупинили запис, щоб виступити в театрі Music Box в Голлівуді, щоб зібрати кошти для благодійної організації Оксфам, яка відреагувала на землетрус на Гаїті 2010 року; на концерті Йорк виконав «Lotus Flower» сам на акустичній гітарі. Шоу виклали безплатно в Інтернеті в грудні 2010 року під назвою Radiohead for Haiti.

## Композиція
За словами NME, «Lotus Flower» поєднує електронний інструментарій альбому Radiohead Kid A (2000) зі «звуковим теплом» їхнього альбому In Rainbows (2007). У ньому звучить подібний на Прінса фальцет Йорка над синкопованими ритмами і «пропульсивний» синтезований бас. Хоча основний ритм витриманий у точному тактовому розмірі, плескання в долоні — у квінтовому розмірі, створюючи метричний дисонанс.
«Lotus Flower» має традиційнішу пісенну структуру, ніж інші пісні на The King of Limbs. Люк Льюїс з NME сказав, що це «мабуть, єдина пісня на The King of Limbs зі справжнім приспівом». Льюїс припустив, що в тексті пісні йдеться про трансцендентність, самозаглиблення і «магію втрати себе в музиці і почуттях».

## Реліз
«Lotus Flower» вийшла на восьмому студійному альбомі Radiohead, The King of Limbs (2011). Хоча вона не виходила як комерційний сингл, все ж увійшла до хіт-парадів, зокрема UK Singles Chart, US Alternative Songs chart та Billboard Japan Hot 100. Ремікси на «Lotus Flower» різних виконавців вийшли пізніше в 2011 році і зібрані на альбомі TKOL RMX 1234567. Виконання «Lotus Flower» увійшло до концертного відео 2012 року The King of Limbs: Live from the Basement.

## Відгуки критиків
Billboard та The New York Times назвали «Lotus Flower» найкращим треком альбому King of Limbs. The A.V. Club описав її як «чуттєво витончену пісню, яка за один ремікс може стати фаворитом танцполу». The Independent сказав, що це «не зовсім гімн, який можна співати», але «достатньо порожній і загадковий, щоб витримати різні інтерпретації». NME назвав її «витонченою, але потужною», а Austin Chronicle — «переконливим зразком сучасного електропопу». Пісня була номінована на 54-ту щорічну церемонію вручення премії Ґреммі у категоріях Найкраще рок-виконання та Найкраща рок-пісня.

## Музичне відео

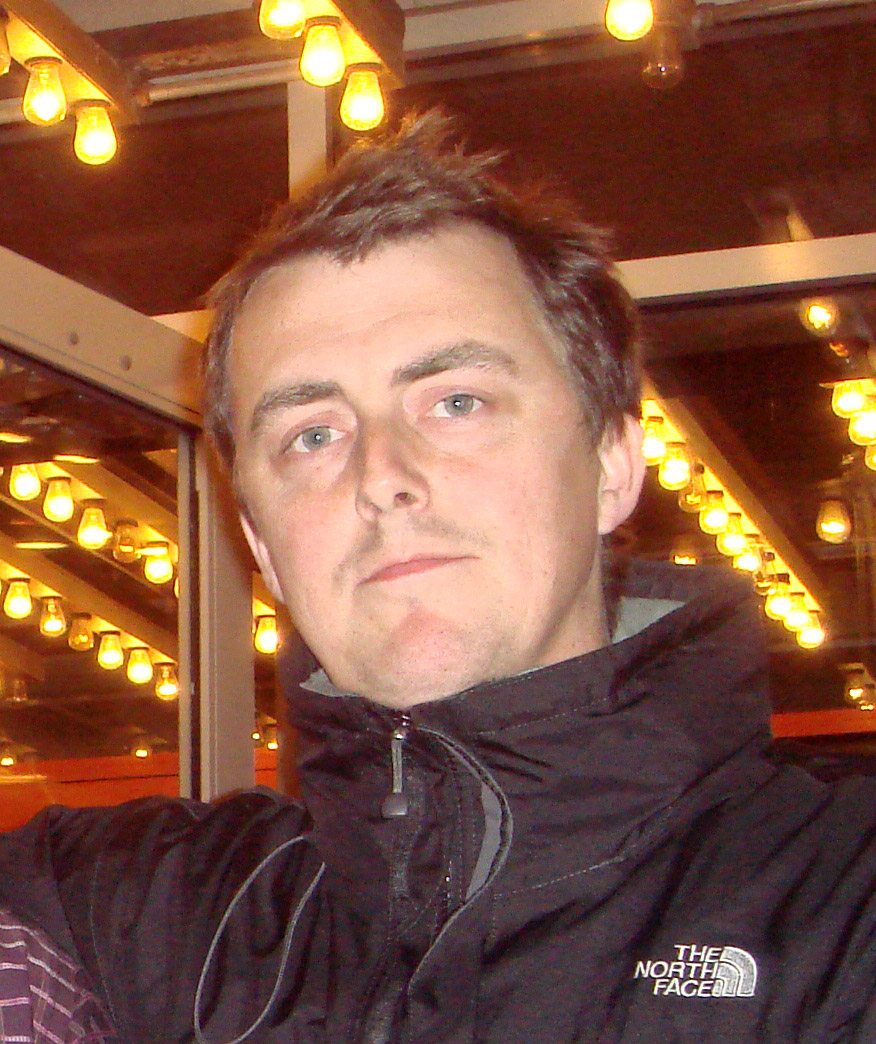
Гарт Дженнінгс зняв кліп «Lotus Flower».

Radiohead випустили кліп на пісню «Lotus Flower» на своєму каналі YouTube 18 лютого 2011. Його зняв режисер Гарт Дженнінгс і хореограф Вейн МакГрегор, кліп містить чорно-білі кадри з Йорком, на яких він дивно танцює. Йорк сказав про відео:
|  | Я ніколи не був впевнений в тому, як я виглядаю, але я завжди прагну бути епатажним і візуально цікавим... Мені було дуже некомфортно в кліпі "Lotus Flower". Все було відзнято повністю, це був такий тріск, а потім вони показали мені кадри наступного дня, і я подумав: 'Це не вийде'. Це було схоже на кадри папараці, де я голий чи щось таке. Це було жахливо. Але якщо це ризик, то це, мабуть, добре.. |

Станом на кінець 2023 року відео було переглянуто понад 70 мільйонів разів. Воно спричинило появу інтернет-мему «Dancing Thom Yorke», в якому люди замінювали аудіо або редагували візуальний ряд, а також призвело до появи хештегу «#thomdance» у Твіттері. Йорк розповів про реакцію на відео: «Це потужний поштовх. Це те, чого всі хочуть. Якщо це те, над чим ви працювали, і це переходить через край, то це чудово».
IndieWire писав, що Дженнінгс перетворив «судорожні» танці Йорка на мистецтво, що це було «химерно переконливо … з махаючими, дивно зачаровуючими кінцівками Йорка як головною визначною пам'яткою». Газета Metro похвалила перформанс Йорка, написавши, що «якимось чином, незважаючи на те, що він здається масою заплутаних кінцівок, які перебувають у полоні якогось нападу, це працює», але розкритикувала відеоряд як «м'яко кажучи, скупий». Відео було номіновано на 54-ту щорічну церемонію вручення премії Ґреммі в категорії Найкраще музичне відео.